# La Y Griega
La Y Griega, oficialmente Plutarco Elías Calles, es un pueblo del municipio de Caborca ubicado en el noroeste del estado mexicano de Sonora, en la región del desierto de Sonora. El pueblo es la segunda localidad más habitada del municipio, sólo después de la cabecera municipal la ciudad de Heroica Caborca. Según los datos del Censo de Población y Vivienda realizado en 2020 por el Instituto Nacional de Estadística y Geografía (INEGI), Plutarco Elías Calles (La Y Griega) tiene un total de 5,159 habitantes.

## Geografía
La Y Griega se sitúa en las coordenadas geográficas 30°48'25" de latitud norte y 112°43'11" de longitud oeste del meridiano de Greenwich, a una elevación de 90 metros sobre el nivel del mar.